# Jinzhousaurus
Jinzhousaurus is een geslacht van plantenetende ornthischische dinosauriërs, behorend tot de Euornithopoda, dat tijdens het vroege Krijt leefde in het gebied van het huidige China.

## Vondst en naamgeving
De typesoort Jinzhousaurus yangi is in 2001 benoemd en beschreven door Xu Xing en Wang Xiaolin. De geslachtsnaam verwijst naar de streek Jinzhou. De soortaanduiding eert de grote Chinese paleontoloog Yang Zhongjian.

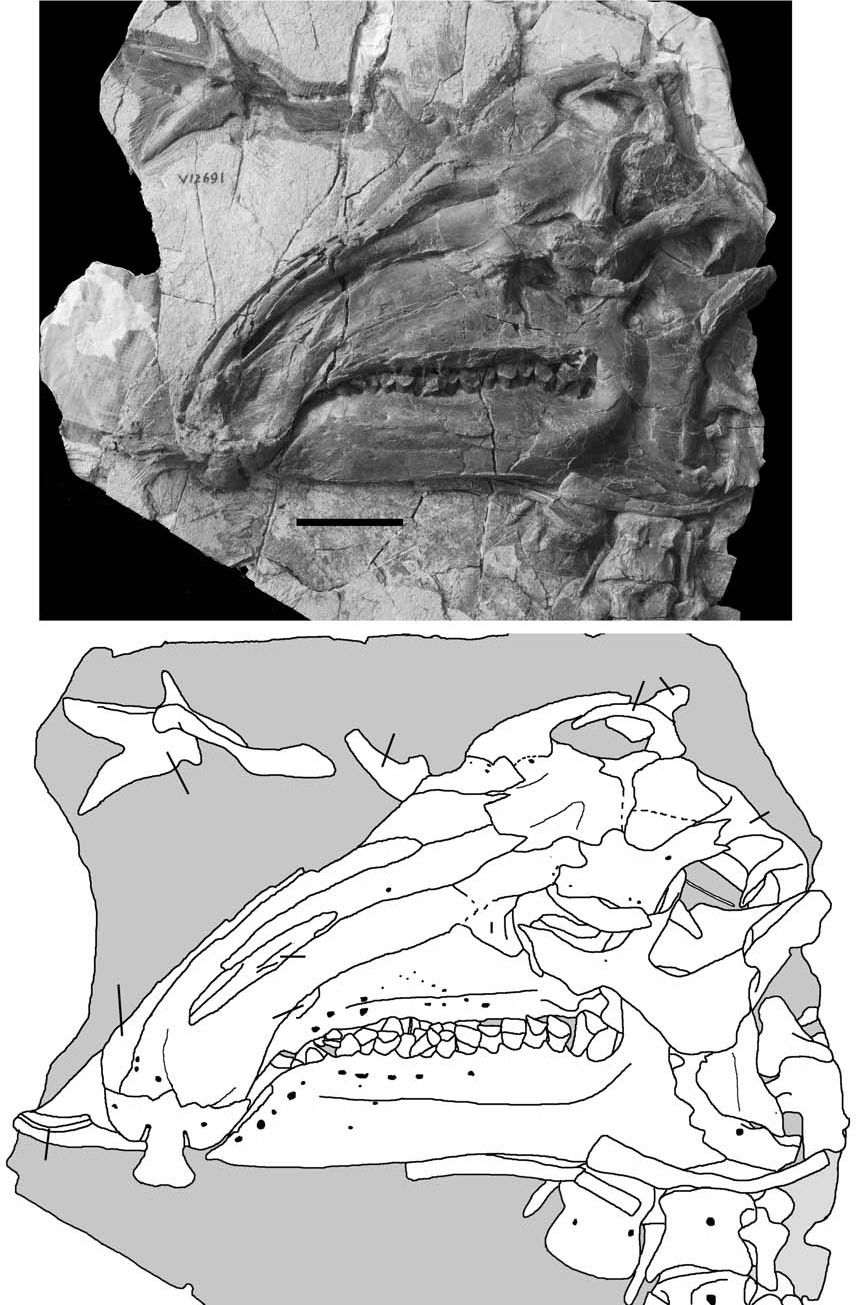
Schedel van het holotype

Het holotype, IVPP V12691, is gevonden bij Baicaigou in het district Yixian in de provincie Liaoning in wat in 2001 gezien werd als een laag van de middelste Yixianformatie die door de beschrijvers gedateerd werd in het late Barremien, ouder dan 125 miljoen jaar, maar tegenwoordig gezien wordt als een deel van de Jiufotangformatie uit het Aptien en die jonger is dan 122 miljoen jaar. Het bestaat uit een vrij compleet skelet met schedel en onderkaken dat platgedrukt is op een enkele plaat met de linkerzijde boven.

## Beschrijving
Jinzhousaurus is ongeveer zeven meter lang. De schedel heeft een lengte van een halve meter en een hoogte van 28 centimeter. De snuit is relatief lang en bol. De neusgaten zijn opvallend groot met een lengte van 21 centimeter. De achterzijde van de schedel is uitzonderlijk breed, dertien centimeter over de vergroeide wandbeenderen gemeten en draagt een kleine middenkam.
De soort kenmerkt zich volgens de diagnose door: een kleine maxilla die van bezijden bezien driehoekig is met een lange nauwe uitloper naar achteren; de afwezigheid van een schedelopening, de fenestra antorbitalis; voorhoofdsbeenderen die vergroeid zijn tot een enkel element dat naar achteren tot aan de achterkant van de oogkas reikt maar geen deel uitmaakt van die oogkas; een quadratum met een gebogen schacht; het ovale bovenste slaapvenster heeft een naar voren gerichte punt; het quadratojugale is groot; het onderste uitsteeksel van het predentarium van de onderkaak is slechts licht gevorkt; de boven- en onderkant van het 35 centimeter lange dentarium van de onderkaak zijn recht; er zijn meer dan zestien tandposities in het dentarium en de tanden zijn naar achteren toe groter.

## Fylogenie
Jinzhousaurus toont een mengeling van basale en afgeleide kenmerken. Hij werd door de beschrijvers in de Iguanodontidae geplaatst waarvan zij echter al onderkenden dat het een onnatuurlijke parafyletische groep was waarin Jinzhousaurus zich dichter bij de afgeleide Hadrosauridae bevond. Latere auteurs hebben dit weerspiegeld door de soort aan de meer algemene Iguanodontoidea toe te kennen. In 2010 gaf een exacte analyse door Andrew McDonald inderdaad een positie in de Hadrosauroidea, dus boven Iguanodon in de stamboom.